# Austrodecus tuberculatum
Austrodecus tuberculatum är en havsspindelart som beskrevs av Stock, J.H. 1991. Austrodecus tuberculatum ingår i släktet Austrodecus och familjen Austrodecidae. Inga underarter finns listade.